# آرتور گریمسدل
آرتور گریمسدل (به انگلیسی: Arthur Grimsdell) بازیکن فوتبال زادهٔ ۲۳ مارس ۱۸۹۴ اهل انگلستان بود که سابقهٔ بازی در تیم ملی فوتبال انگلستان را در کارنامهٔ خود دارد. وی در تاریخ ۱۵ مارس ۱۹۲۰ نخستین بازی ملی خود را در مقابل تیم ملی فوتبال ولز انجام داد و با حضور در ۶ بازی ملی، در تاریخ ۵ مارس ۱۹۲۳ واپسین بازی ملی‌اش را در برابر تیم ملی فوتبال ولز برگزار کرد.